# Automobili Nazzaro

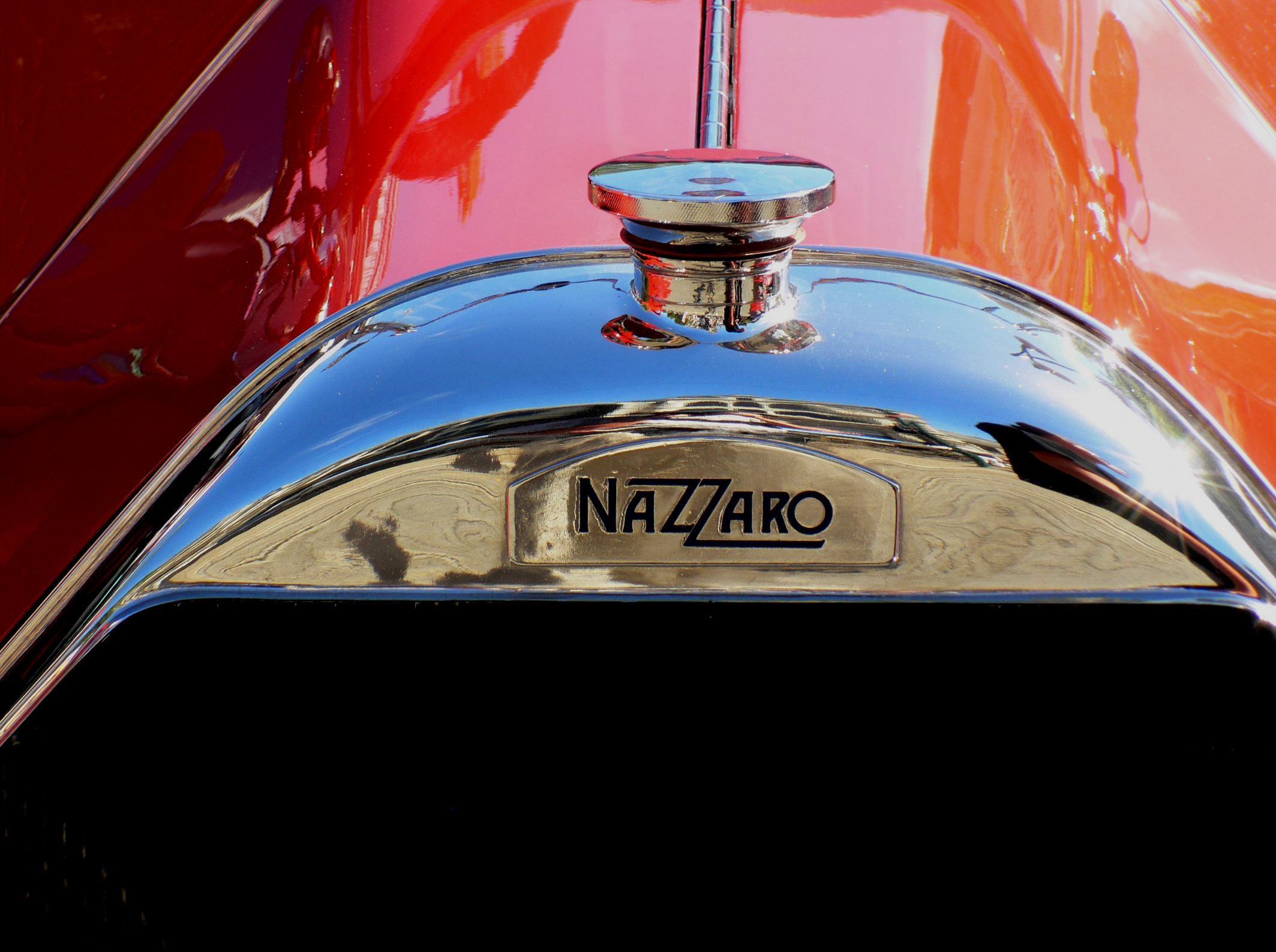
Frente de un Nazzaro en exhibición.

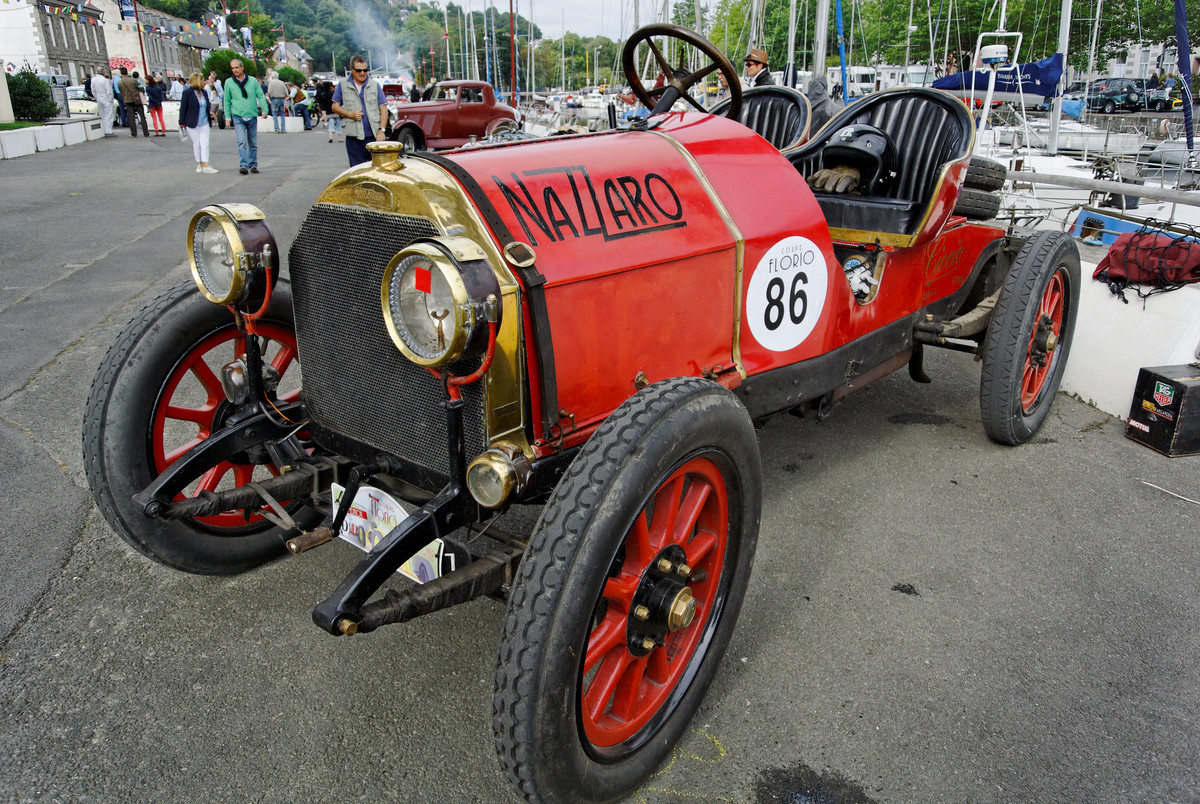
Nazzaro Tipo 3 de 1913.

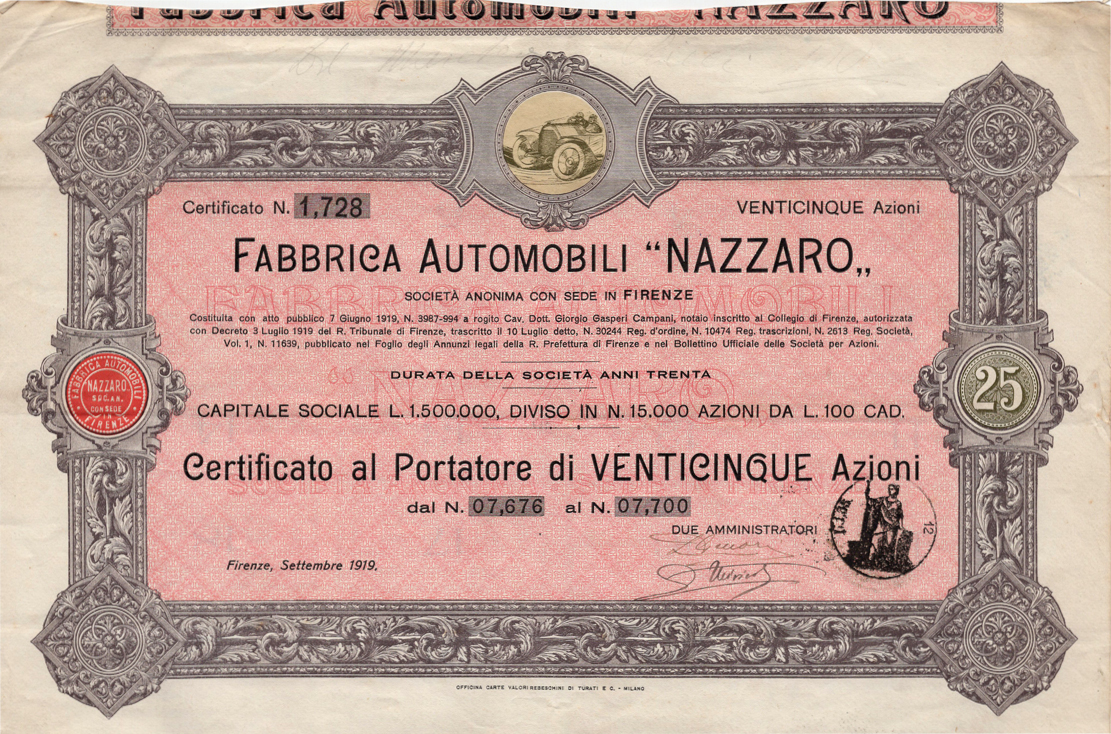
Participación de la Fabbrica Automobili Nazzaro desde 1919

Automobili Nazzaro, inicialmente Nazzaro & C.Fabbrica di Automobili, fue un fabricante italiano de automóviles. Fue fundado por el turinés Felice Nazzaro.
Junto a su cuñado y mecánico Pilade Masoero y el ingeniero Arnaldo Zoller fundó en Turín la Nazzaro & C. Fabbrica Automobili. En 1912 apareció el Tipo 2, un 4 cilindros, monobloque de 4398 cc, con 25 CV de potencia a 1600 rpm, cambio de 4 marchas y marcha atrás que alcanzaba los 110 km/h. La versión deportiva con el propio Nazzaro al volante de uno de ellos se impuso en la Targa Florio de 1913 a un promedio de 54 km/h. 
El Tipo 3 salió en 1914, era una modificación del modelo anterior, con mayor potencia (35 CV), un nuevo cambio de marchas y dotado de alumbrado y arranque de motor. Con este modelo se impuso en la Coppa Florio de ese año y participó en el Gran Premio de l'ACF aunque con poco éxito.
En 1915 montó un nuevo motor de mayor cilindrada (4441 cc) en 4 cilindros monobloque con válvulas en cabeza, reelaboró el modelo básico aumentando la batalla y la potencia y al conjunto lo denominó Tipo 4. Sin embargo el coche quedó sin usar, debido al inicio de la guerra. Aunque la sociedad se dedicó un tiempo a la construcción de camiones con motores Anzani de 10 cilindros, para el ejército, la situación financiera se hizo difícil debido a la poca demanda de vehículos de carreras: verdadero objetivo de la marca, así que en 1916 la compañía se puso en venta habiendo fabricado en total 230 chasis y 50 vehículos industriales.
En 1919 Nazzaro hizo un nuevo intento de relanzar la marca bajo el nombre de Automobili Nazzaro, refundando la sociedad en Florencia y sacando al mercado el Tipo 5, cuya versión deportiva (la única que se comercializó) poseía un motor de 4 cilindros monobloque de 3562 cc y una potencia de 40 CV a 2500 rpm. Con este coche Guido Meregalli se proclamó campeón de la Targa Florio de 1920, la última victoria de un Nazzaro en competición oficial. 
Aunque las ventas de este modelo fueron buenas (210 coches Tipo 5), Nazzaro decidió volver a su equipo de origen (Fiat), ganando ese año el Gran Premio de l'ACF y quedando 2.º en el Gran Premio de Italia en Monza. En abril de 1923 cerró definitivamente su etapa de constructor, pasando a Fiat donde permaneció hasta su fallecimiento en 1940.